# Strioderes peruanus
Strioderes peruanus là một loài bọ cánh cứng trong họ Cerambycidae.